# Unterseeboot 670
L'Unterseeboot 670 ou U-670 est un sous-marin allemand (U-Boot) de type VIIC utilisé par la Kriegsmarine pendant la Seconde Guerre mondiale.
Le sous-marin fut commandé le 20 janvier 1941 à Hambourg (Howaldtswerke Hamburg AG), sa quille fut posée le 25 novembre 1941, il fut lancé le 15 décembre 1942 et mis en service le 26 janvier 1943, sous le commandement de l'Oberleutnant zur See Guido Hyronimus.
L'U-670 n'effectua aucune patrouille, par conséquent il n'endommagea ou ne coula aucun navire.
Il fut coulé accidentellement en août 1943 en Mer Baltique.

## Conception
Unterseeboot type VII, l'U-670 avait un déplacement de 769 tonnes en surface et 871 tonnes en plongée. Il avait une longueur totale de 67,10 m, un maître-bau de 6,20 m, une hauteur de 9,60 m et un tirant d'eau de 4,74 m. Le sous-marin était propulsé par deux hélices de 1,23 m, deux moteurs diesel Germaniawerft M6V 40/46 de 6 cylindres en ligne de 1 400 cv à 470 tr/min, produisant un total de 2 060 à 2 350 kW en surface et de deux moteurs électriques Siemens-Schuckert GU 343/38-8 de 375 cv à 295 tr/min, produisant un total 550 kW, en plongée. Le sous-marin avait une vitesse en surface de 17,7 nœuds (32,8 km/h) et une vitesse de 7,6 nœuds (14,1 km/h) en plongée. Immergé, il avait un rayon d'action de 80 milles marins (150 km) à 4 nœuds (7,4 km/h; 4,6 milles par heure) et pouvait atteindre une profondeur de 230 m. En surface son rayon d'action était de 8 500 milles nautiques (soit 15 700 km) à 10 nœuds (19 km/h). 
L'U-670 était équipé de cinq tubes lance-torpilles de 53,3 cm (quatre montés à l'avant et un à l'arrière) qui contenait quatorze torpilles. Il était équipé d'un canon de 8,8 cm SK C/35 (220 coups) et d'un canon antiaérien de 20 mm Flak. Il pouvait transporter 26 mines TMA ou 39 mines TMB. Son équipage comprenait 4 officiers et 40 à 56 sous-mariniers.

## Historique
Il reçut sa formation de base au sein de la 5. Unterseebootsflottille.
L'U-670 fut éperonné accidentellement pendant un exercice tactique le 20 août 1943 à 23 h 30, en Mer Baltique au nord-est de Hel, à la position 54° 50′ N, 19° 15′ E, après être entré en collision avec le navire-cible allemand Bolkoburg.
21 des 43 membres d'équipage décédèrent dans cet accident.

## Affectations
- 5. Unterseebootsflottille du 26 janvier 1943 au 20 août 1943 (Période de formation).

## Commandement
- Oberleutnant zur See Guido Hyronimus du 26 janvier 1943 au 20 août 1943.